# Aj Veivei
Aj Veivei (kitajsko: 艾未未; pinjin: Ài Wèiwèi), kitajski umetnik in aktivist, * 28. avgust 1957, Peking, Ljudska republika Kitajska.
Aj Veivei je sodobni umetnik in aktivist. S švicarskimi arhitekti Herzog & de Meuron je v vlogi umetniškega svetovalca sodeloval pri gradnji pekinškega narodnega stadiona za Poletne olimpijske igre 2008. Kot politični aktivist je odkrito kritiziral odnos kitajske vlade do demokracije in človekovih pravic. Preiskoval je korupcijo v vladi in njeno prekrivanje, posebej škandal ob popotresni obnovi šole v Sečuanu. 3. aprila 2011 je bil aretiran na pekinškem letališču in zaprt za 81 dni brez vložene obtožnice; oblasti so namigovale na obtožbe »ekonomskega kriminala«. Julija 2015 so mu oblasti vrnile potni list in mu s tem omogočile potovanja v tujino.